# Karim Kamoun
Pour les articles homonymes, voir Kamoun.
Karim Kamoun (arabe : كريم كمّون), né le 22 décembre 1986, est un escrimeur tunisien.

## Carrière
Karim Kamoun est médaillé d'or en fleuret par équipes aux Jeux africains de 2007 à Alger. Aux championnats d'Afrique 2008 à Casablanca, il est triple médaillé d'argent, en fleuret individuel, en fleuret par équipes et en épée par équipes. Il remporte ensuite deux médailles d'argent aux championnats d'Afrique 2009 à Dakar, en fleuret par équipes et en épée par équipes, puis la médaille de bronze en fleuret par équipes aux championnats d'Afrique 2010 à Tunis.
Aux championnats d'Afrique 2011 au Caire, Karim Kamoun est médaillé d'argent en épée par équipes et en fleuret par équipes ainsi que médaillé de bronze en fleuret individuel.
Après avoir été entraîneur d'escrime au Qatar, il devient en 2017 le préparateur physique à temps plein d'Ons Jabeur, joueuse de tennis, qu'il a épousé en 2015,.